# Los Verdes Ecologistas
Los Verdes Ecologistas (LVE) fue un partido político español fundado el 14 de mayo de 1986 como Futuro Verde, partido surgido del Movimiento Humanista. 
El símbolo de Futuro Verde era el hombre de Vitruvio dentro en un sol, con los colores blancos sobre verde. En noviembre de 1987 adoptó el nombre de Los Verdes Ecologistas, y desde julio de 1991 el partido se denominó Los Ecologistas.
Estuvo en activo en una etapa en la que el ecologismo político en España se caracterizó por su especial fragmentación. Especialmente de cara a las elecciones europeas de 1989 donde Los Verdes-Lista Verde y Los Verdes Ecologistas quedaron sin representación pese a obtener más de 300.000 votos.

## Resultados electorales
En las Elecciones al Parlamento Europeo de 1987, aún como Futuro Verde se presentó junto con el Partido Humanista como Plataforma Humanista.
Los Verdes Ecologistas pudieron presentarse con esa denominación en las elecciones catalanas de 1988, las europeas, generales y las gallegas de 1989 y en las andaluzas y vascas de 1990. También lo intentaron en las municipales y autonómicas de 1991, pero las Juntas Electorales aceptaron los recursos de Los Verdes contra su nombre; así, en 1989 una sentencia judicial obligó la LVE a variar su denominación y pasó a denominarse Los Ecologistas, que obtuvieron 68.851 votos en las elecciones generales de 1993. Antes, en las elecciones de 1991 se había presentado junto con el Partido Humanista como Los Verdes Lista Ecologista Humanista.
El partido sumó 136.335 votos en las elecciones generales de 1989, y 68.851 votos en las elecciones generales de 1993. En 1994 el partido dejó de actuar.